# København 1888
København 1888 er et kort fra Meyers Konversationslexikon over Danmarks hovedstad København i år 1888.
På kortet ses bl.a. hestesporvognslinjer. Stadsgraven ses nederst til højre.